# Joseph Sima (peintre)
Pour les articles homonymes, voir Sima.
Josef Šíma (francisé en Joseph Sima), né à Jaroměř, région de Hradec Králové,
le 19 mars 1891 et mort à Paris le 24 juillet 1971, est un peintre français d'origine tchèque.

## Biographie
À Prague, il est membre du groupe Devětsil, fondé en 1920.
Il s'installe à Paris en 1921 en tant que correspondant du groupe Devětsil et fait la connaissance du peintre et poète dada Georges Ribemont-Dessaignes, des peintres Amédée Ozenfant et Albert Gleizes, et Pierre Jeanneret qui sont aussi les collaborateurs de la revue L’Esprit nouveau.
En 1926, Josef Sima fait la connaissance d'André Breton et de Max Ernst. 
En 1928, il est l'un des fondateurs du Grand Jeu et le directeur artistique de la revue du même nom. Autour de Roger Gilbert-Lecomte, René Daumal et Roger Vailland, ce groupe de surréalistes refuse la tutelle de Breton.
Sima acquiert la nationalité française en 1926.
Il collabore longuement avec le poète Pierre Jean Jouve : portrait pour Prière (Stock, 1924), gravures pour Beau Regard (Au Sans pareil, 1927), La symphonie à Dieu (nrf, 1930), Kyrie (GLM, 1938), Le Paradis perdu (GLM, 1938), Langue (avec André Masson et Balthus, 1952). De nombreux dessins et tableaux (collections privées) sont des portraits de Jouve ou de ses proches, ou des illustrations de ses poèmes, comme La Putain de Barcelone ; des thèmes sont communs au poète et à l'artiste : le cristal, l'orage. 
Il demeure étroitement lié à l'avant-garde poétique de Prague et fonde en 1934 le groupe des Surréalistes de Tchécoslovaquie.

## Œuvres
- Paysage à la tache bleue, 1964, huile sur toile, 116 × 89 cm[3]
- Rivière souterraine, 1971, huile sur toile, 60 × 73 cm[4]
- Portrait de René Daumal, 1930, musée de Reims[5].
- Vitraux du chœur de l’église Saint-Jacques de Reims[6].

## Hommage
L'astéroïde (23437) Šíma a été nommé en son honneur.